# Nap, széna, erotika
A Nap, széna, erotika (Slunce, seno, erotika) egy 1991-ben készített csehszlovák komédia, a "Nap, széna, eper" és a "Nap, széna és pár pofon" című filmek folytatása. Akárcsak az előző két filmet, ezt is a dél-csehországi Hosticében forgatták. A meztelen jelenetek miatt ez a film korhatáros besorolást kapott.

## Cselekmény
|  | Alább a cselekmény részletei következnek! |

A szocializmus összeomlásával beköszönt a piacgazdaság kora. Megnyílnak a határok és újra szabad lesz utazni. Hostice lakói, kihasználva a lehetőséget, Olaszországba mennek kirándulni. Előbb azon vitatkoznak, hogy ki kivel fog aludni a szálláson, majd egy olasz étteremben hüledeznek a furcsa fogások láttán. A városnézés alatt Évike és Miluna összeismerkednek két helyi fiatalemberrel, Vincenzóval és Bernardóval, akik udvarolnak a lányoknak. Figlini városkájába érnek, ahol ugyanazzal a módszerrel fejték a teheneket, amit Simon az első filmben Hosticében is kipróbált, és náluk is nagyon bevált. Kiderül, hogy Vincenzo itt dolgozik afféle mindenesként, Bernardo pedig a tejtermelő részleg munkatársa. Mégis, hogy elcsábítsák a lányokat, furcsa tervet eszelnek ki a barátaikkal: azt hazudják magukról, hogy maffiózók. Hogy bizonyítsák, az ismerőseik elcsalják a többiektől Skopeknét, Otík atyát és a tanárnőt, és elrabolják őket, de hamar lelepleződik az átverés, Miluna és Évike pedig faképnél hagyják őket. Csak a búcsúzkodás után jónnek rá, hogy szívesen maradtak volna még velük.
Mielőtt otthagynák Figlinit, az ottani elöljárók megajándékozzák Otík atyát egy számítógéppel, és várják Hostice meghívását is. A falu azonban nincs túl jó állapotban, Rádl elnök vezetésével így elindulnak felülvizsgálni, mit kellene megváltoztatni, felújítani vagy átrendezni, mielőtt megjönnének az olaszok. A falunak fontos a külföldi vendégek látogatása, mert ettől remélik, hogy megmenekül a széteséstől a TSZ. Béda és Gabina arra gondolnak, hogy valami világraszólót kellene bemutatni nekik: egy nudista strandot kellene nyitniuk. Otík atya és Cilike ezt erkölcstelenségnek tartják, ezért összehívják az öregasszonyokat, akikkel eldöntik, hogy mindent disznóságot rögzítenek és szabotálni fogják a dolgot. Eközben a tanács egy építésszel a régi malom épületét szeretné helyrehozatni öltözőnek, de annak a felújítása túl sokba kerülne. Próbálják a falusiakat is rávenni a renoválási munkálatokra, több-kevesebb sikerrel. Évike levelet kap Bernardótól, házassági ajánlattal, de Miluna nem kap semmit Vincenzótól, amitől teljesen kiborul. Az atyáék kísértetjárással akarják elriasztani az embereket a malom környékéről, sikertelenül. A tanárnő klasszikus kommunista szerzők köteteit teteti az asszonyok fejére, úgy gyakoroltatva velük a kecses mozgást a leendő strandon. Skopekék Németországba mennek, hogy vegyenek egy számítógépet, amin nyilvántarthatják a nyulakat, bizonyítván, hogy milyen modern és haladó faluban élnek. Mikor Gabina meglátja, hogy Münchenből jöttek haza, rá akarja venni őket, hogy adják ki tartósan a házukat a jövőben külföldi turistáknak.
A falusiak kiköltöznek a házaikból, afféle főpróbaként, hogy milyen is lesz a nudista strand. Épp csak azzal nem számolnak, hogy az olasz delegáció idő előtt érkezik meg. Az egész falu lélekszakadva rohan vissza a főtérre, üdvözölni őket, s ekkor Évike és Miluna is találkoznak fiúikkal. Kiderül, hogy az olaszok már mindent tudnak a faluról, mert készíttettek egy felmérést, és valójában skanzent, egy múzeumfalut szeretnének. A falusiak aláírják a szerződést, mert "ha 40 évig ingyen voltak Európa bohócai, most miért ne csinálhatnák pénzért?".
Évike és Miluna elhagyják a falut, jómódú úrinőkként, Blazena pedig zokogásban tör ki, mert neki csak az ütött-kopott falusi ház jutott a gyerekkel, Vencával és a nyulakkal. Skopekné a végén azzal vigasztalja őt és a többieket, hogy mindannyiuk előtt fényes jövő áll, a földi paradicsom, és hogy bámulni fog a világ, mire képesek a csehek, főleg most, hogy fél lábbal már Európában vannak.

## Szereplők
| Színész                 | Szerep                    | Magyar hang          |
| ----------------------- | ------------------------- | -------------------- |
| Helena Ruzicková        | Skopekné                  | Molnár Piroska       |
| Stanislav Tríska        | Skopek                    | Faragó András        |
| Veronika Kánská         | Blazena                   | Zsigmond Tamara      |
| Martin Sotola           | Jirka                     | Czető Ádám           |
| Valérie Kaplanová       | Nagymama                  | Illyés Mari          |
| Jaroslava Kretschmerová | Évike                     | Kiss Virág           |
| Marie Svecová           | Kelisová                  | Gyimesi Pálma        |
| Marie Pilátová          | Konopnik asszony          | Bókai Mária          |
| Václav Troska           | Konopník                  | Varga Tamás          |
| Bronek Cerny            | Venca                     | Betz István          |
| Jirí Lábus              | Béda                      | Galbenisz Tomasz     |
| Ludek Kopriva           | Otík atya                 | Cs. Németh Lajos     |
| Vlastimila Vlková       | Cilike                    | Kassai Ilona         |
| Petra Pysova            | Miluna                    | Solecki Janka        |
| Jirí Ruzicka            | Dagadt "Pepa" Jozef       | Németh Gábor         |
| Miroslav Zounar         | Rádl elnök                | Barbinek Péter       |
| Josef Stárek            | Dr. Kája Kroupa           | Szabó Sipos Barnabás |
| Katerina Lojdová        | Gábina Tejfarová mérnöknő | Orosz Anna           |
| Jaroslava Kretschmerová | Vincenzo                  | Fekete Zoltán        |
| Martin Dejdar           | Bernardo                  | Szokol Péter         |

## Érdekességek
- A Jozefet játszó Jiři Růžička a való életben a Skopeknét játszó Helena Růžičková fia.